# Viejo San Juan (Puerto Rico)
El Viejo San Juan es el nombre con el que se le conoce al distrito histórico de San Juan de Puerto Rico. Está localizado en la Isleta de San Juan que está conectada a la isla principal de Puerto Rico por puentes. La ciudad se caracteriza por sus calles de adoquines y edificios coloridos que se remontan al siglo XVI y XVII, cuando la isla era española. El distrito se caracteriza también por la gran cantidad de plazas públicas e iglesias, que incluyen la Catedral Metropolitana de San Juan, donde se alberga la tumba del explorador español Juan Ponce de León.
Con la abundancia de las tiendas, lugares históricos, museos, restaurantes, su belleza antigua y peculiaridad arquitectónica, el Viejo San Juan es uno de los ejes turísticos de la isla. Es un Distrito Histórico Nacional y está incluido en el Registro Nacional de Lugares Históricos como el Distrito Histórico del Viejo San Juan. También es un sitio del patrimonio mundial de la UNESCO.

## Historia
En 1508, Juan Ponce de León fundó la ciudad de Cáparra (llamada así por la provincia de Cáceres en España, lugar de nacimiento del entonces gobernador de los territorios españoles en el Caribe, Nicolás de Ovando). Las Ruinas de Caparra se conocen como el sector Pueblo Viejo en Guaynabo. En 1509, Caparra fue abandonada y mudada a un lugar al que se le llamó en ese momento «Puerto Rico», un nombre que evocaba el de un puerto similar en las Islas Canarias. En 1521, el nombre «San Juan» se añadió, y al establecimiento original se le dio el nombre formal de «San Juan Bautista de Puerto Rico», siguiendo la tradición de bautizar las ciudades con un nombre formal y con el nombre original que le dio Cristóbal Colón, honrando a Juan el Bautista. 

### Expansión y crecimiento

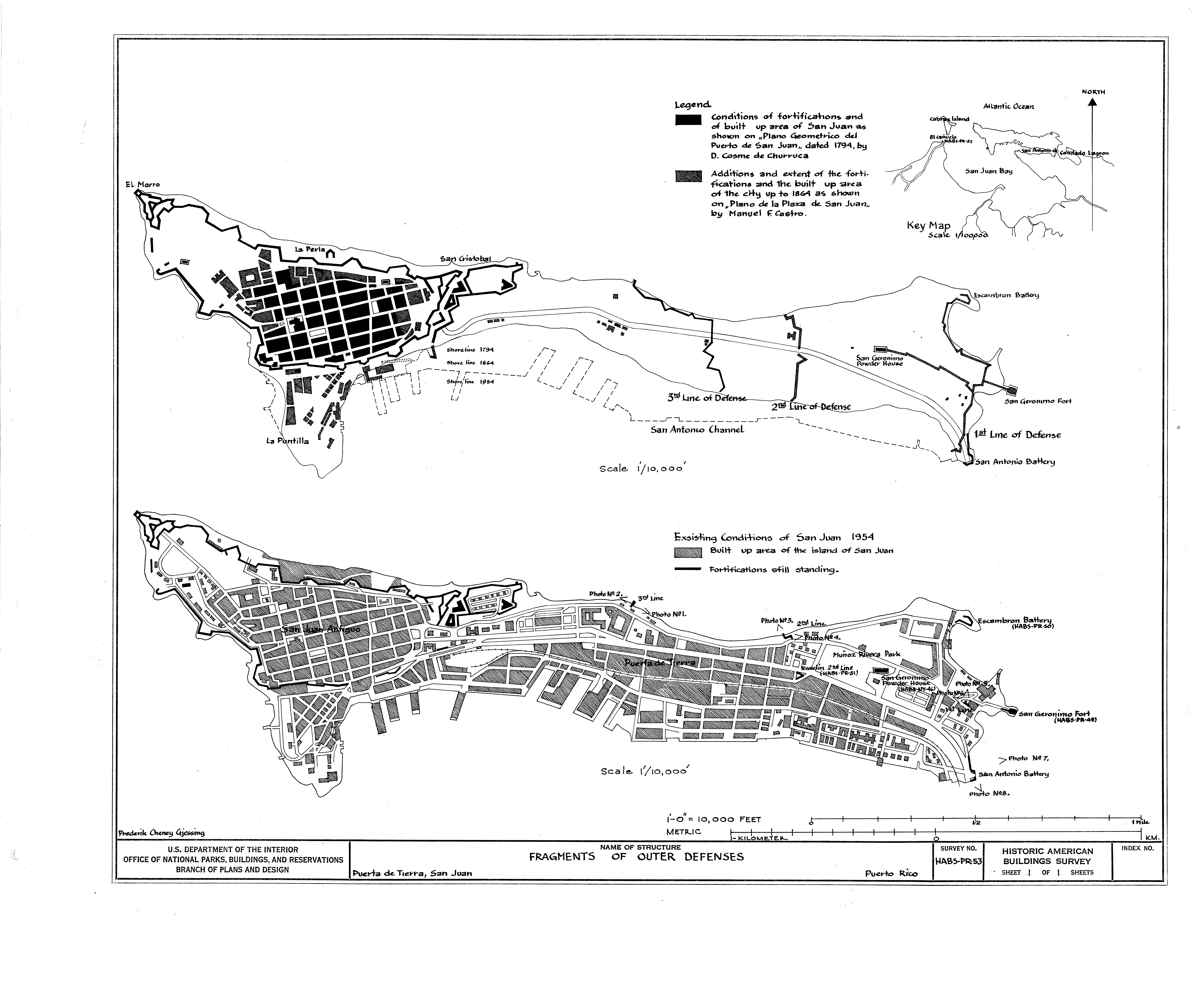
Plano de las ortificaciones y el área construida de San Juan en 1794 y las adiciones y áreas edificadas de la ciudad en 1954

Construida en 1521, Casa Blanca sirvió como la primera fortificación del asentamiento y la residencia de los descendientes de Juan Ponce de León hasta mediados del siglo XVIII.
Antes del siglo XIX, el área fuera de las murallas de la ciudad que ocupaba el lado este de la Isla Vieja de San Juan, estaba casi deshabitada. En 1838, la llamada zona de Puerta de Tierra tenía una población de 168 residentes, principalmente de ascendencia africana. Según un censo realizado en 1846, la población había aumentado a 223 habitantes que vivían en 58 casas. El 3 de marzo de 1865, el gobierno municipal de San Juan aprobó una resolución promoviendo la expansión de la ciudad a través de la Puerta de Tierra que incluía el plan para demoler las murallas de la ciudad a lo largo del lado este.  El 28 de mayo de 1897, la demolición del muro comenzó oficialmente después de que la Reina María Cristina de Austria emitiera una proclama. Para el año 1899, la población de Puerta de Tierra había aumentado a 5,453; mientras que el área que comprende la antigua ciudad amurallada tenía una población civil de aproximadamente 18,103 habitantes.

## Designaciones históricas
El Sitio Histórico Nacional de San Juan fue establecido en 1949 para preservar fortificaciones históricas en el Viejo San Juan. El sitio histórico fue agregado al Registro Nacional de Lugares Históricos en 1966. La Fortaleza junto con el Sitio Histórico Nacional de San Juan fueron declarados Patrimonio de la Humanidad por la Unesco (Organización de las Naciones Unidas para la Educación, la Ciencia y la Cultura) en 1983. El casco (ciudad vieja dentro de las murallas de la ciudad) de San Juan fue incluido en el Registro Nacional de Lugares Históricos en 1972, y fue designado Monumento Histórico Nacional en 2013.

## Monumentos y lugares de interés

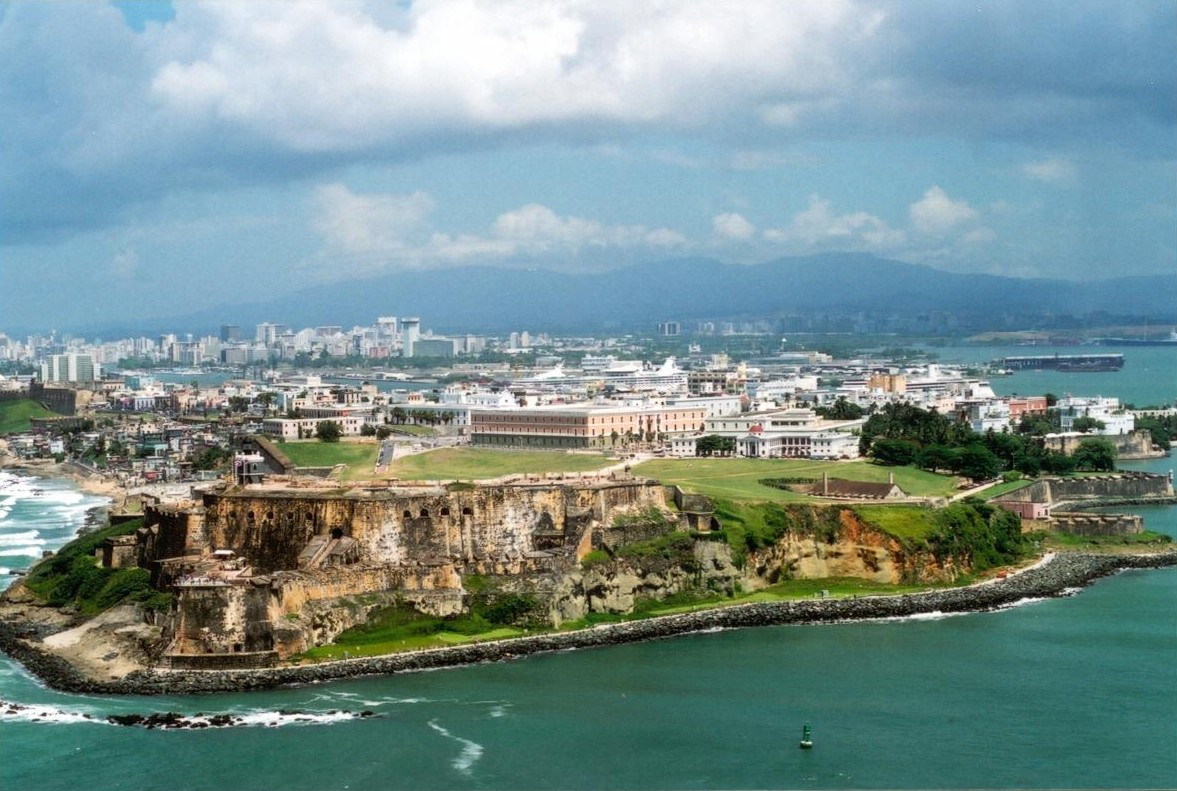
Vista aérea del Castillo San Felipe del Morro en el Viejo San Juan

### Edificaciones representativas
Las partes más antiguas del distrito del Viejo San Juan permanecen parcialmente rodeadas de paredes y fortificaciones masivas. Algunas de estas, como el Castillo San Felipe del Morro, el Castillo San Cristóbal, el Fortín de San Gerónimo y el Palacio de Santa Catalina (también conocido como La Fortaleza), sirvieron como defensa principal de la ciudad que estuvo sujeta a numerosos ataques. La Fortaleza continúa funcionando como la mansión ejecutiva del Gobernador.

### Catedral de San Juan Bautista

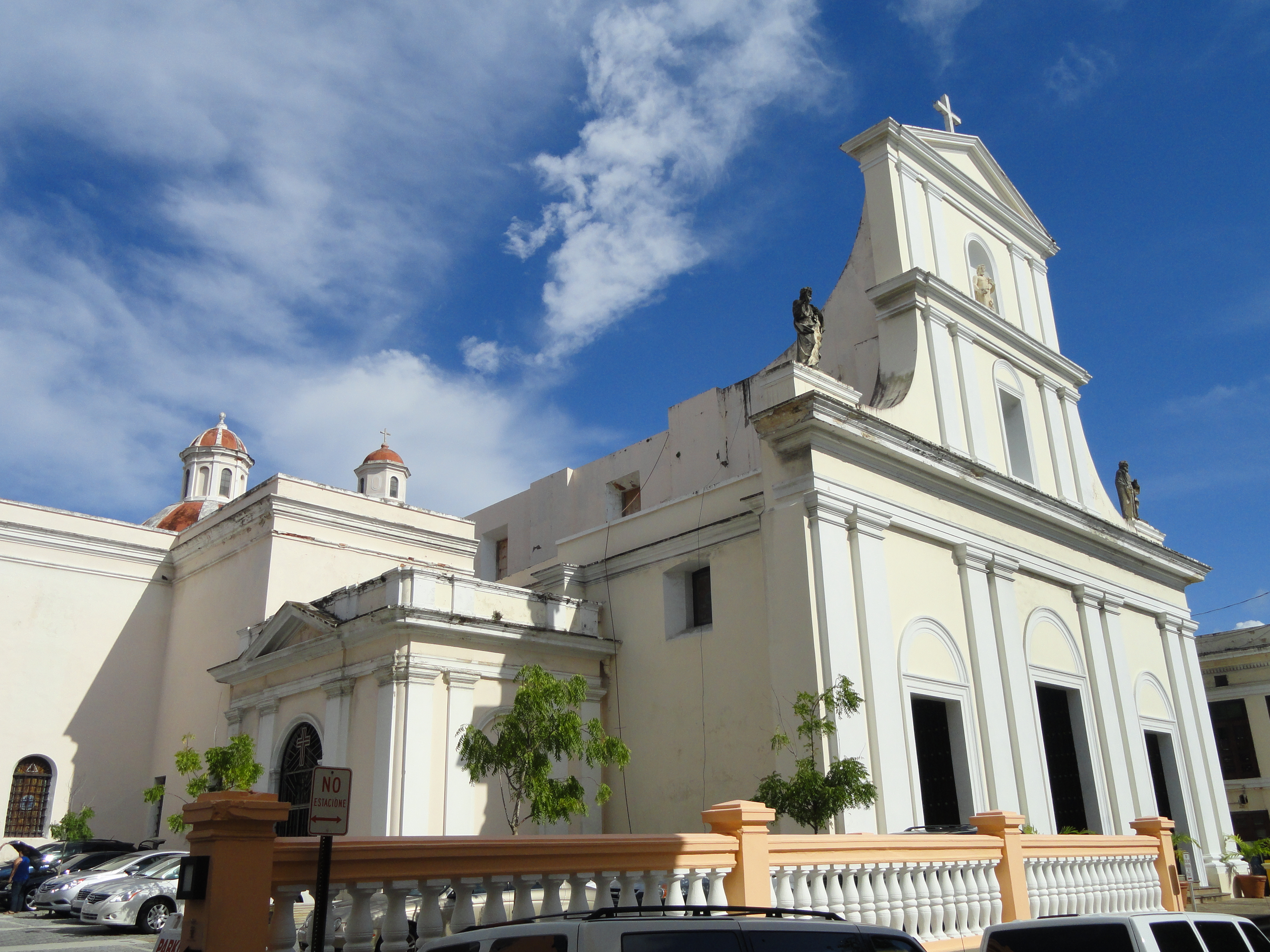
Catedral de San Juan Bautista

La Catedral de San Juan Bautista, ubicada dentro de la ciudad amurallada del Viejo San Juan, es la segunda catedral más antigua del hemisferio occidental, su construcción de estilo neoclásico data de 1529.
Actualmente la catedral es la sede de la Arquidiócesis de San Juan, la Iglesia fue nombrada Basílica Menor por el Papa Pablo VI el 25 de enero de 1978, por petición del Cardenal Luis Aponte Martínez, Arzobispo de San Juan. La misma contiene los restos del explorador y conquistador Juan Ponce de León, así como del mártir San Pío. Contiene algunas reliquias como las de los ornamentos y vestiduras usadas por el Papa Juan Pablo II en su visita a Puerto Rico en 1984.

### Iglesia de San José

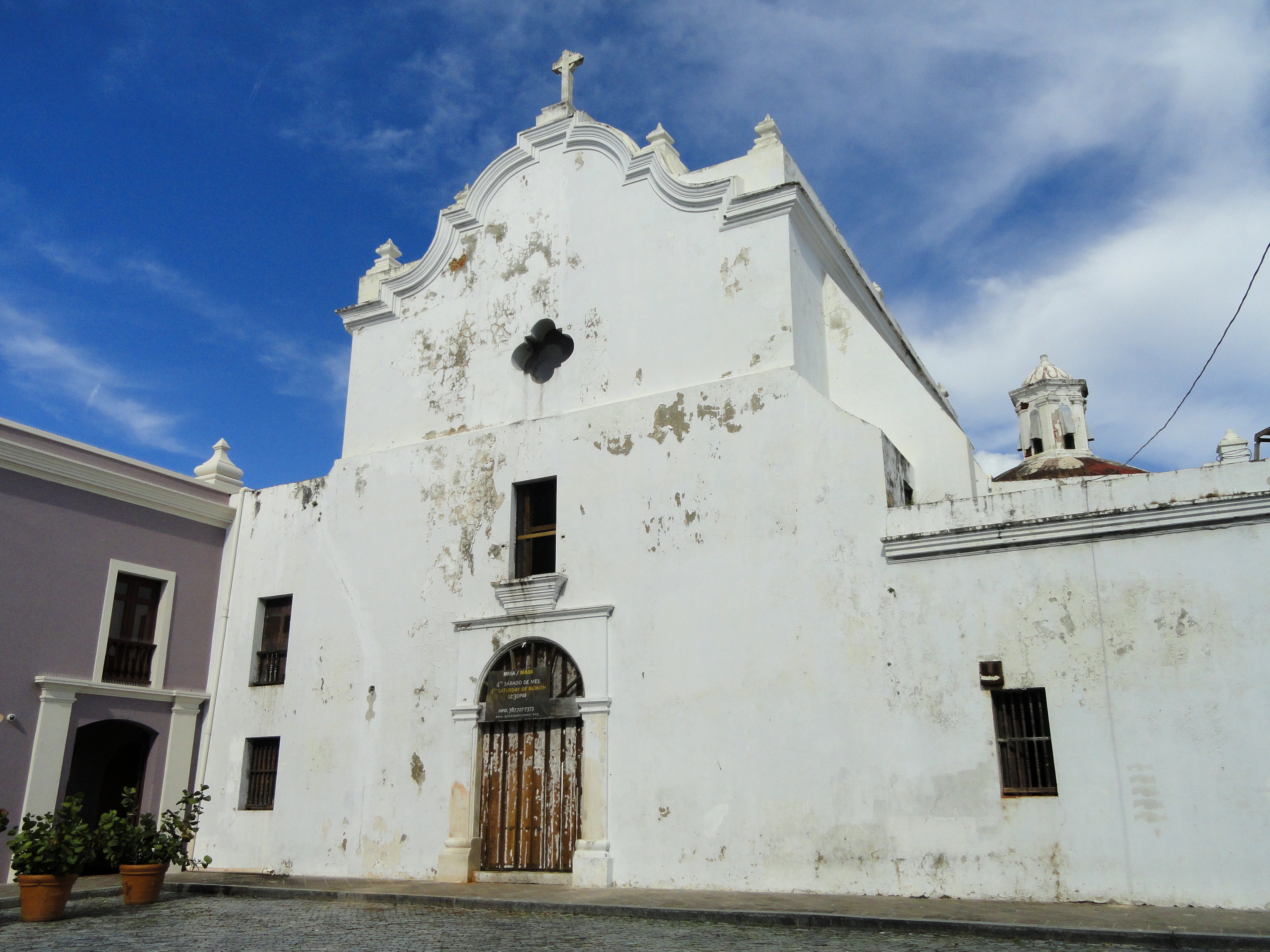
Iglesia de San José

La iglesia fue construida de 1532 a 1735 por la Orden de Dominicos como parte de su Monasterio de Santo Aquino. Su nombre actual fue dado por los jesuitas cuando tomaron control del monasterio en 1865. La Iglesia de San José es una de las primeras obras arquitectónicas de relevancia en la isla.
La iglesia es uno de los más tempranos ejemplares de arquitectura gótica española del siglo XVI en el Hemisferio Occidental.

### El Convento
El Convento es un antiguo Convento Carmelita que fue inaugurado como el Monasterio de Nuestra Señora del Carmen de San José en 1651, está situado frente de la Catedral de San Juan Bautista. El 9 de diciembre de 1903 el Convento fue clausurado por el Arzobispo de San Juan.
En 1959, bajo los auspicios de la Operación Manos a la Obra, Robert Frederick Woolworth, heredero de la fortuna Woolworth, convierte el Convento de las Carmelitas en el «Hotel El Convento», y en enero de 1962, el hotel abre sus puertas. Hoy, después de una importante restauración en la década de 1990, es el lujoso Hotel El Convento.

### Paseo de La Princesa
El Paseo de la Princesa es una explanada del siglo XIX a las afueras y a lo largo de las murallas de la ciudad. Dedicada a la Princesa de Asturias Isabel II (Futura reina de España). Alineado con faroles antiguos, árboles, estatuas, bancos, carros fruteros y artistas callejeros, este romántico paseo termina en la magnífica fuente Raíces, una característica escultura y agua impresionante que representa la ecléctica herencia de los taínos, africanos y españoles de la isla. Aquí también se encuentra la sede de la Compañía de Turismo de Puerto Rico.

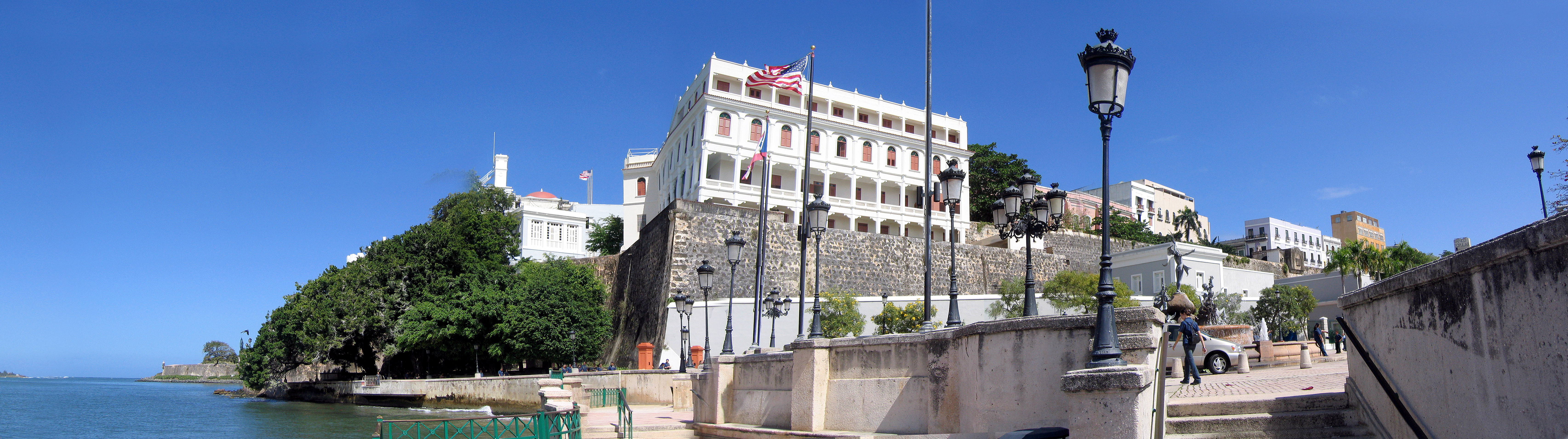
Paseo de La Princesa

### El Capitolio
El Capitolio de Puerto Rico, inaugurado en 1929, se ubica fuera de la ciudad amurallada del Viejo San Juan, es la sede de la asamblea legislativa, que se compone de la Cámara de Representantes y el Senado. 

### Otros sitios

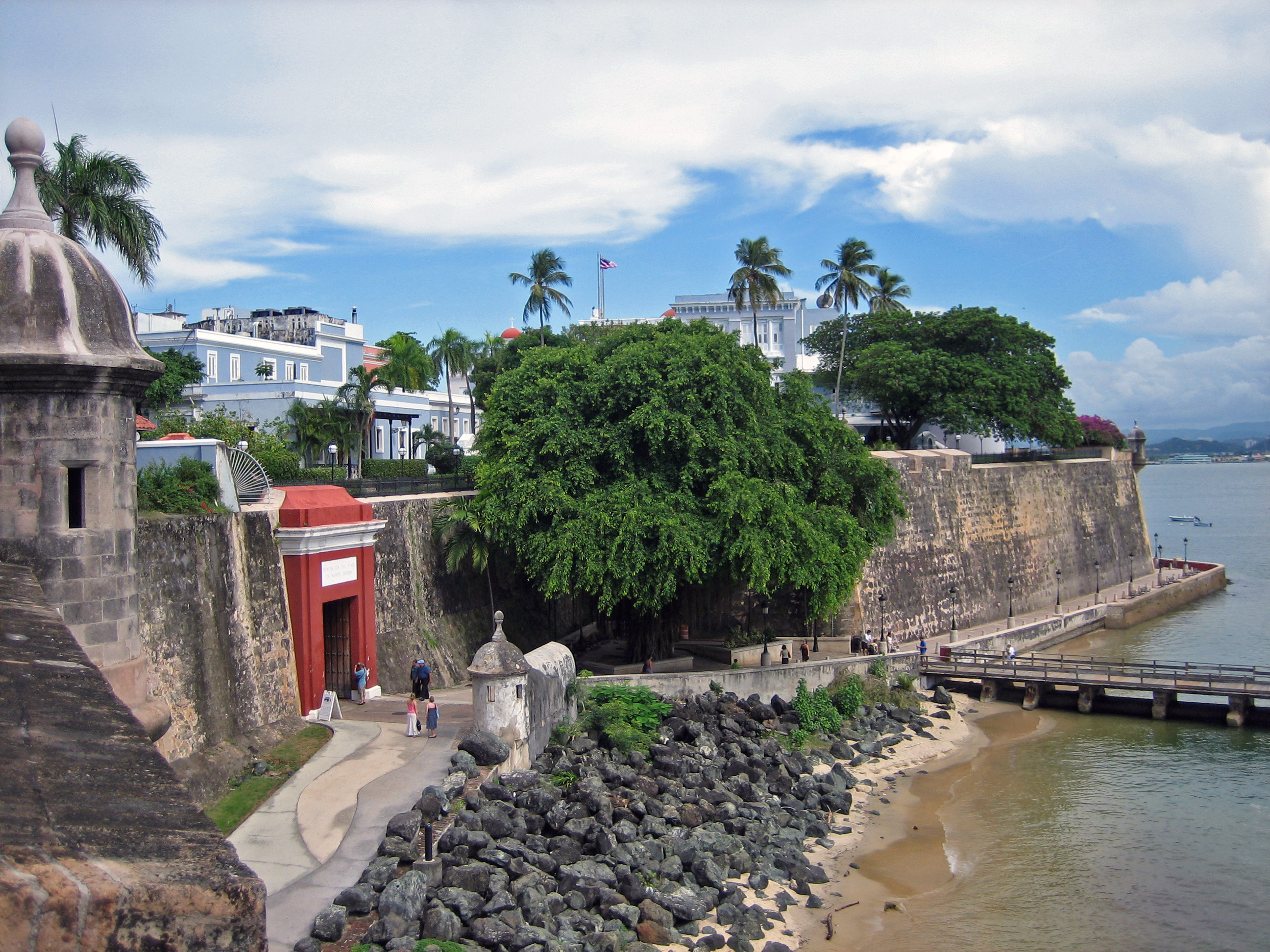
Puerta de San Juan, la entrada original a la ciudad por mar
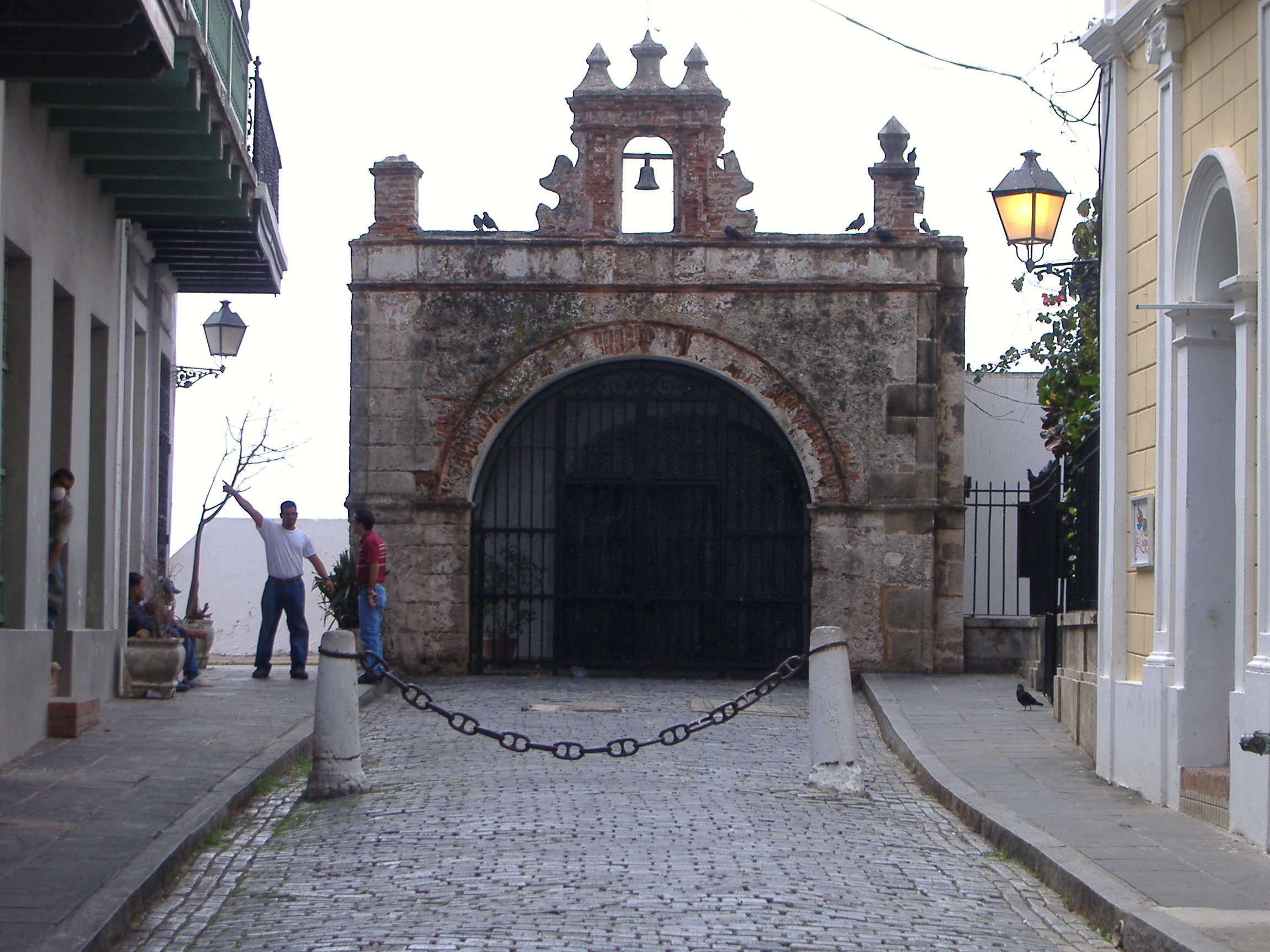
Capilla de Cristo construida en 1753
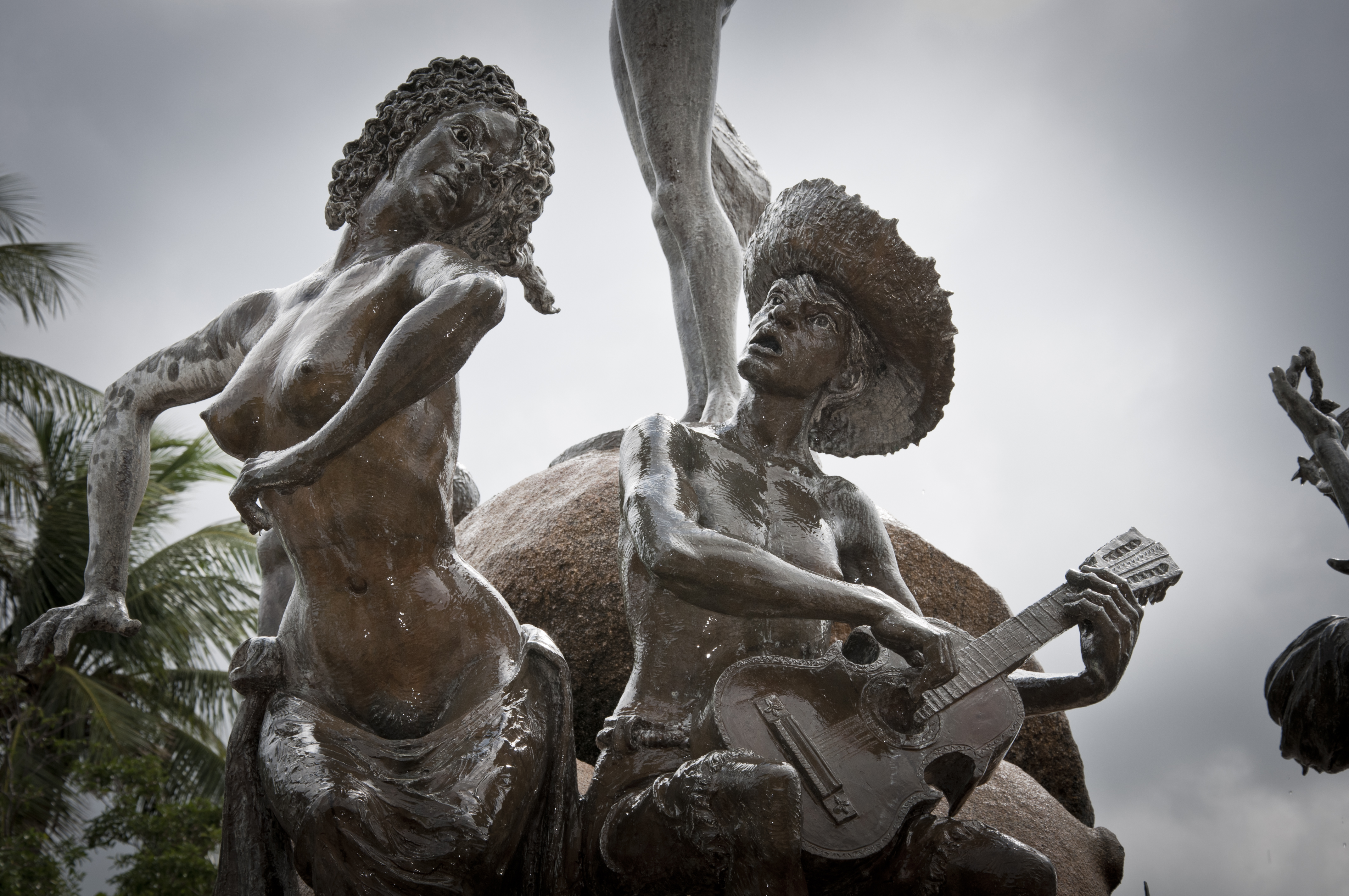
Escultura «Raíces» en el Paseo de la Princesa
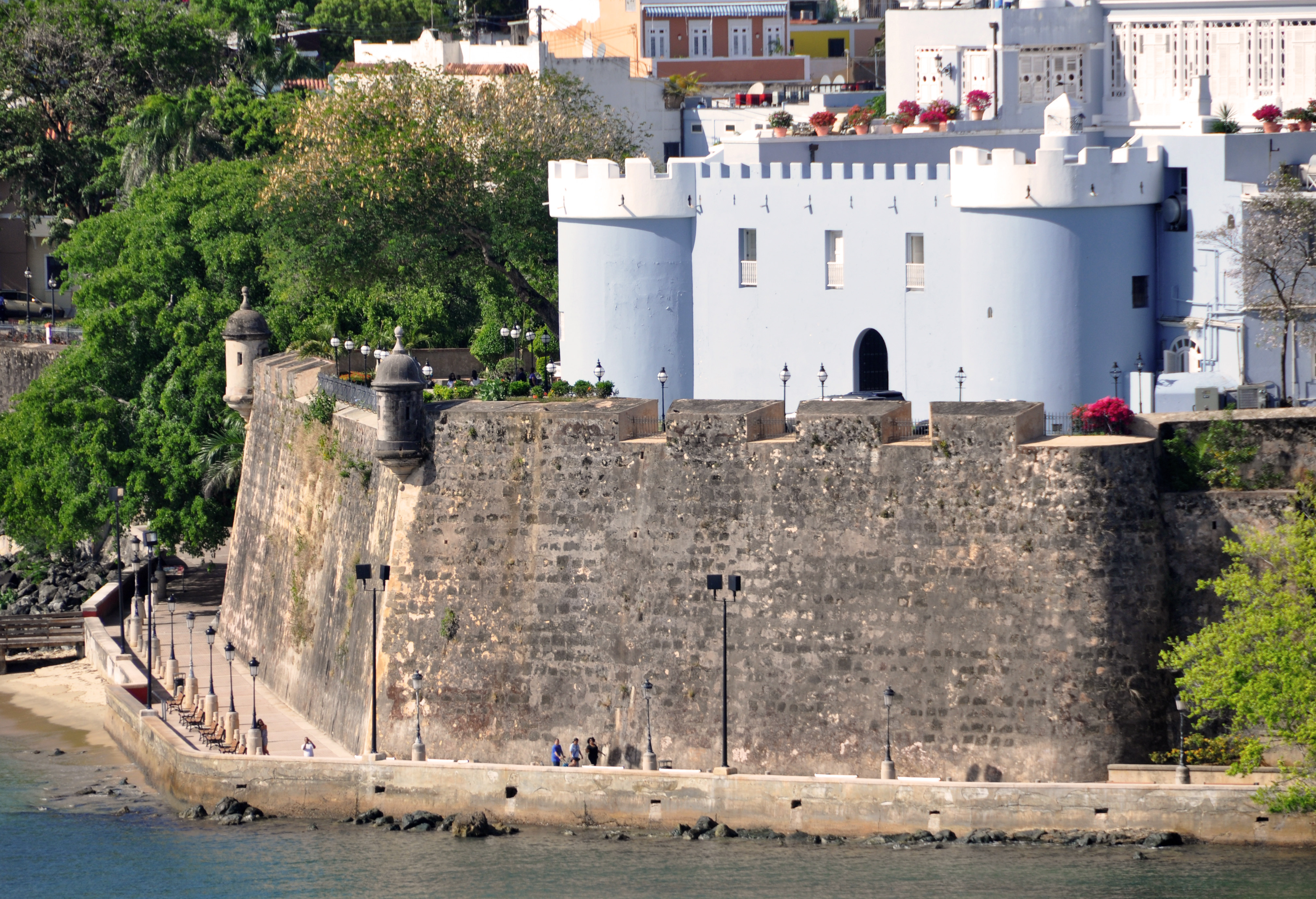
Arquitectura medieval de La Fortaleza

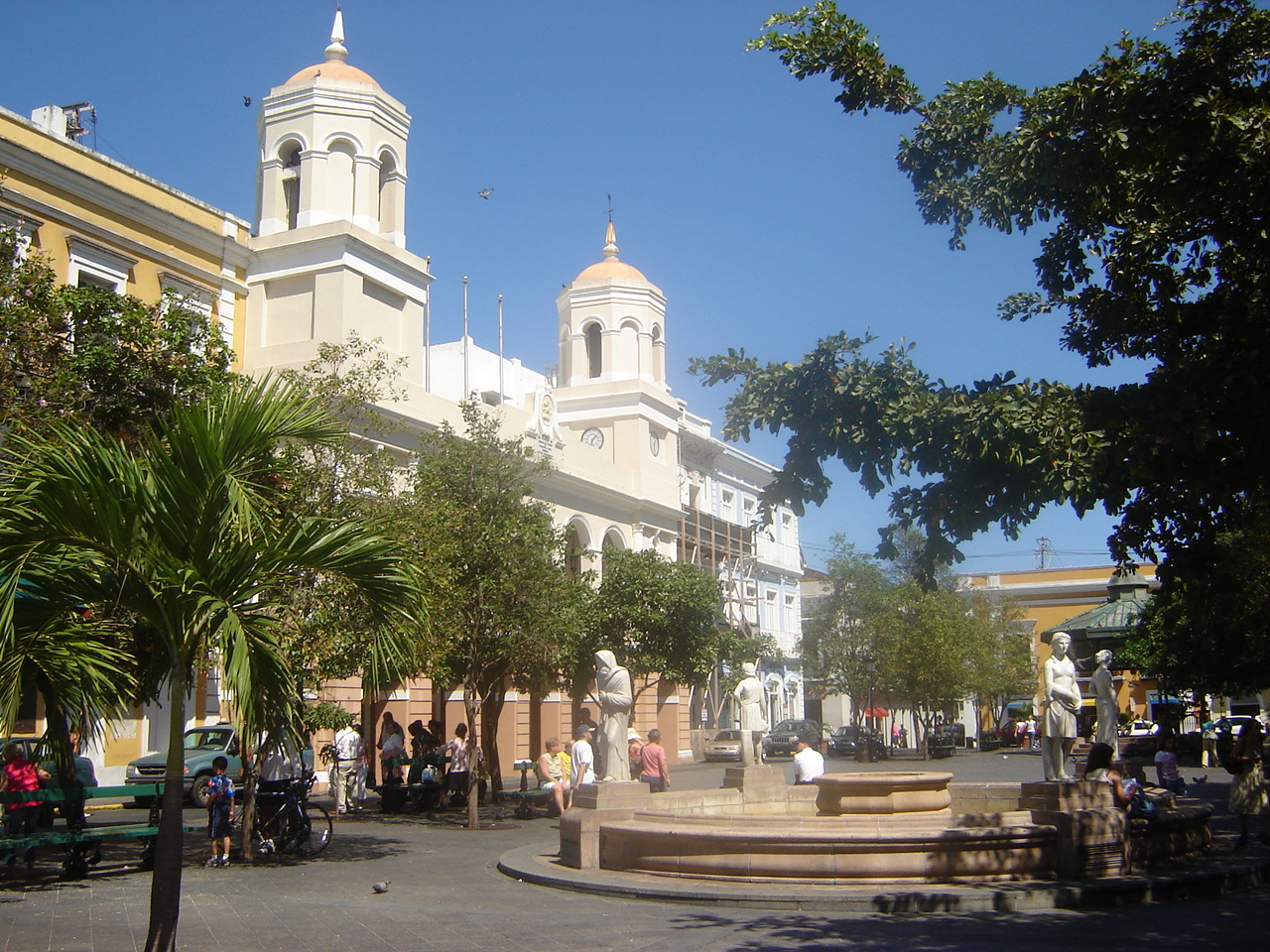
Plaza de Armas
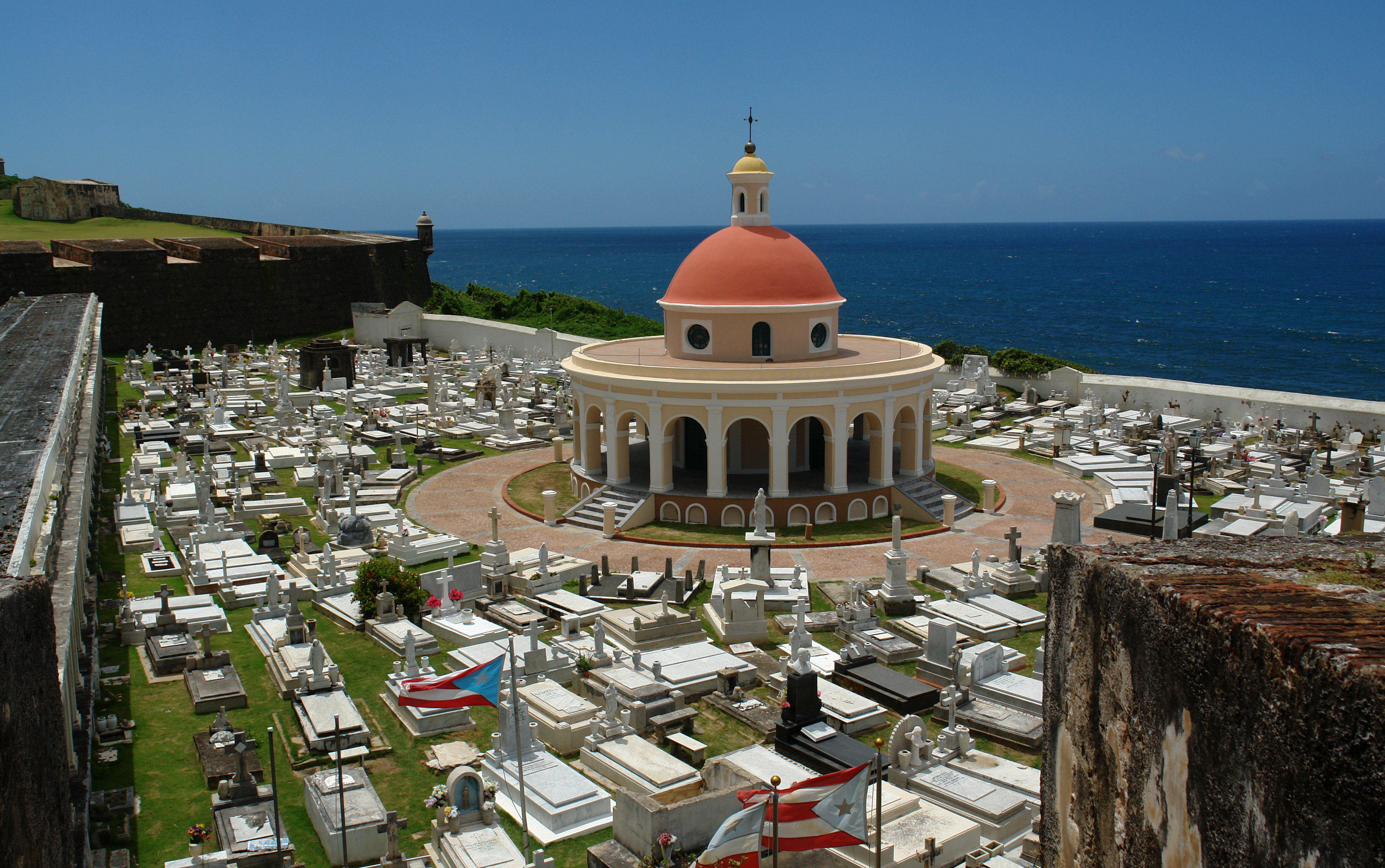
Cementerio Santa María Magdalena de Pazzis
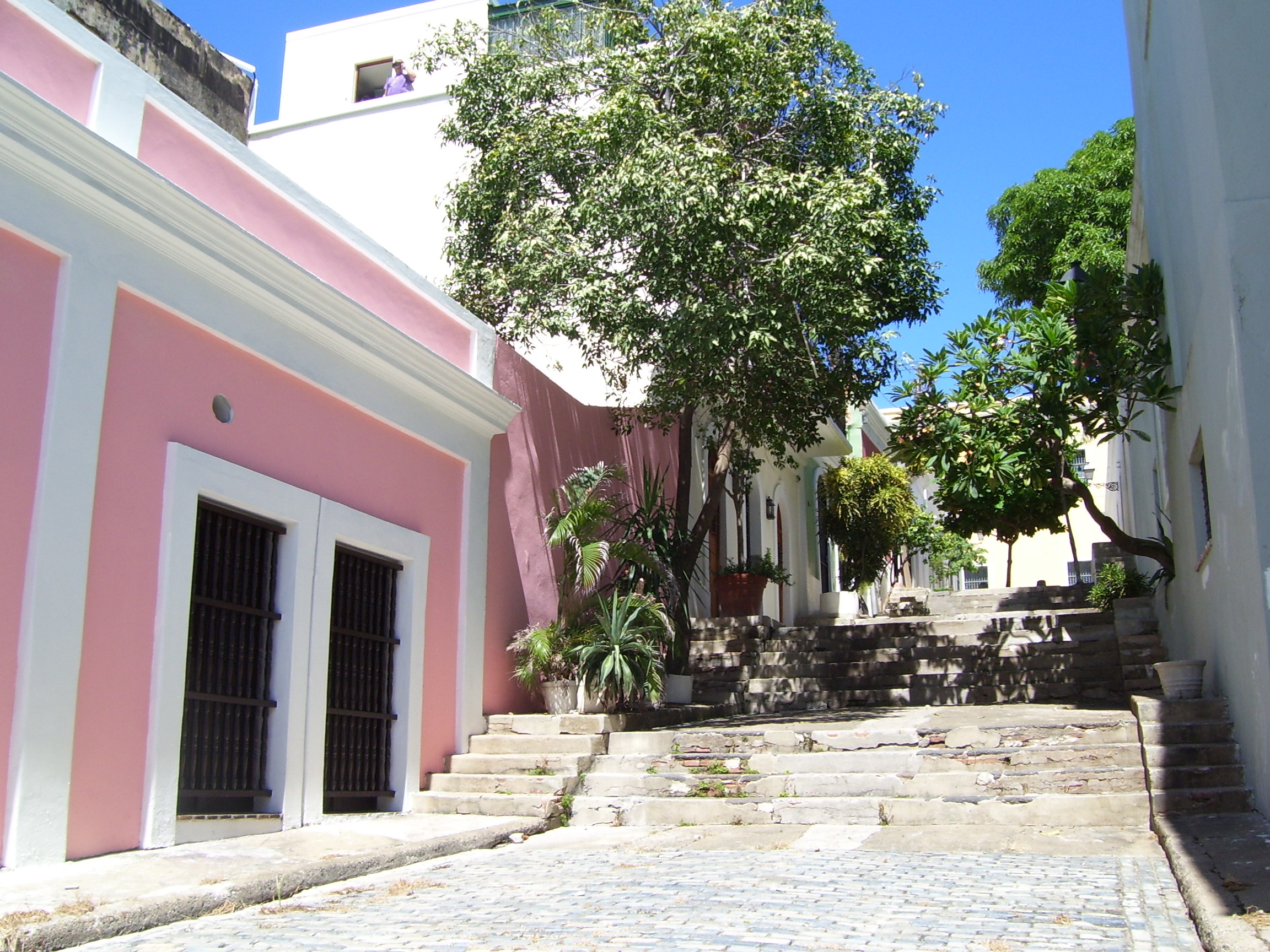
Pasajes escalonados
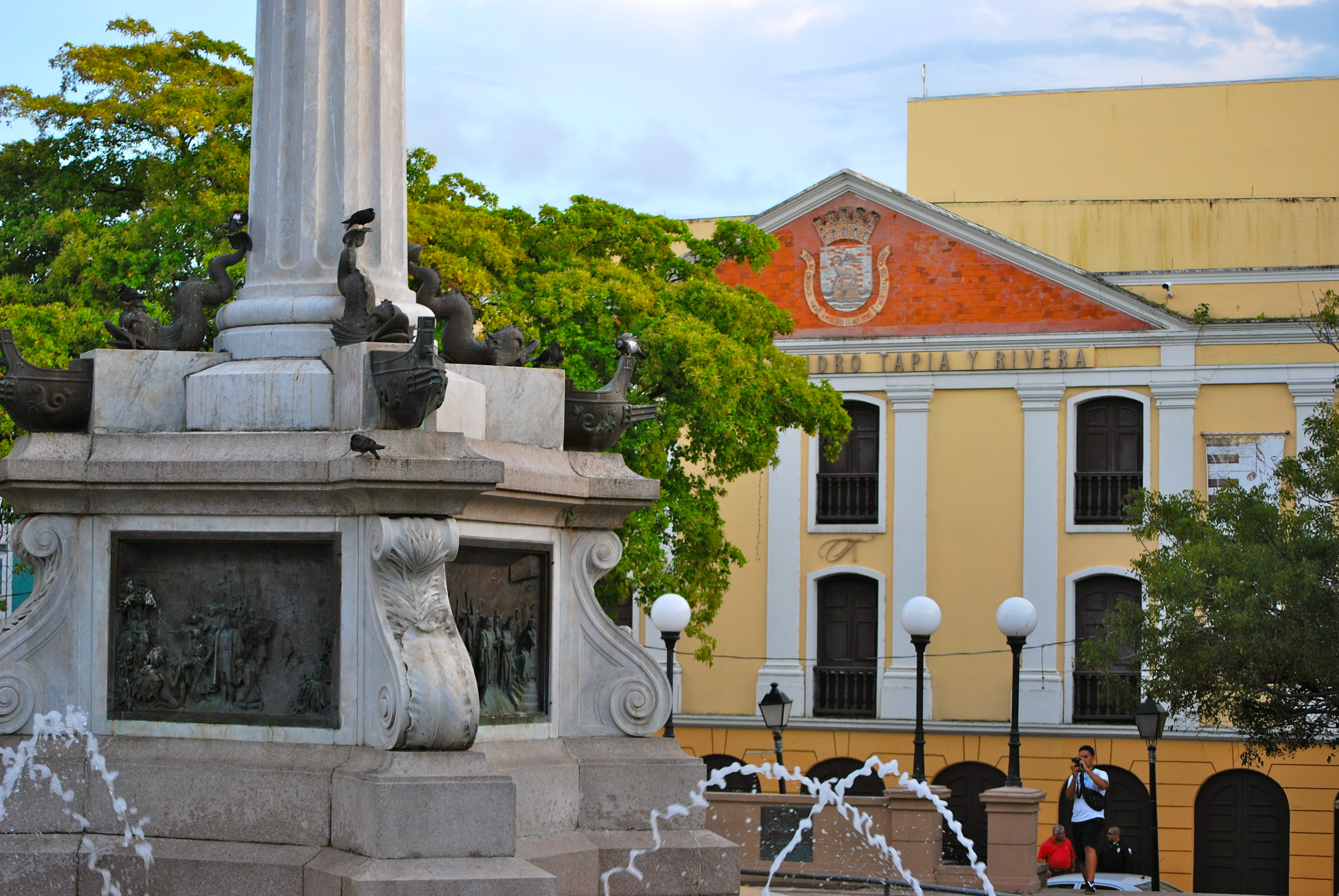
Plaza Colón, una de las muchas plazas
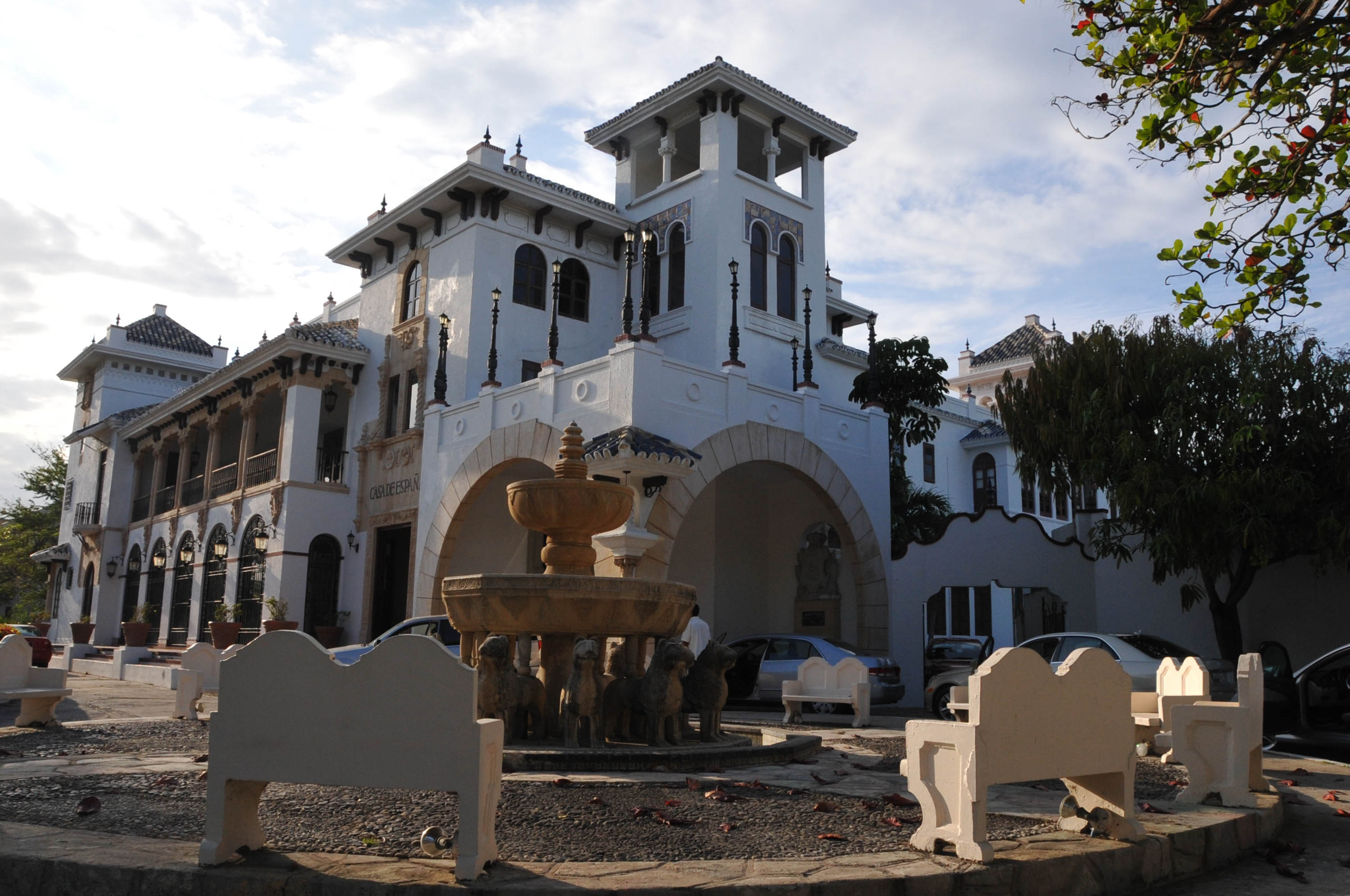
La Casa de España, fundada en 1914.

## Actualidad

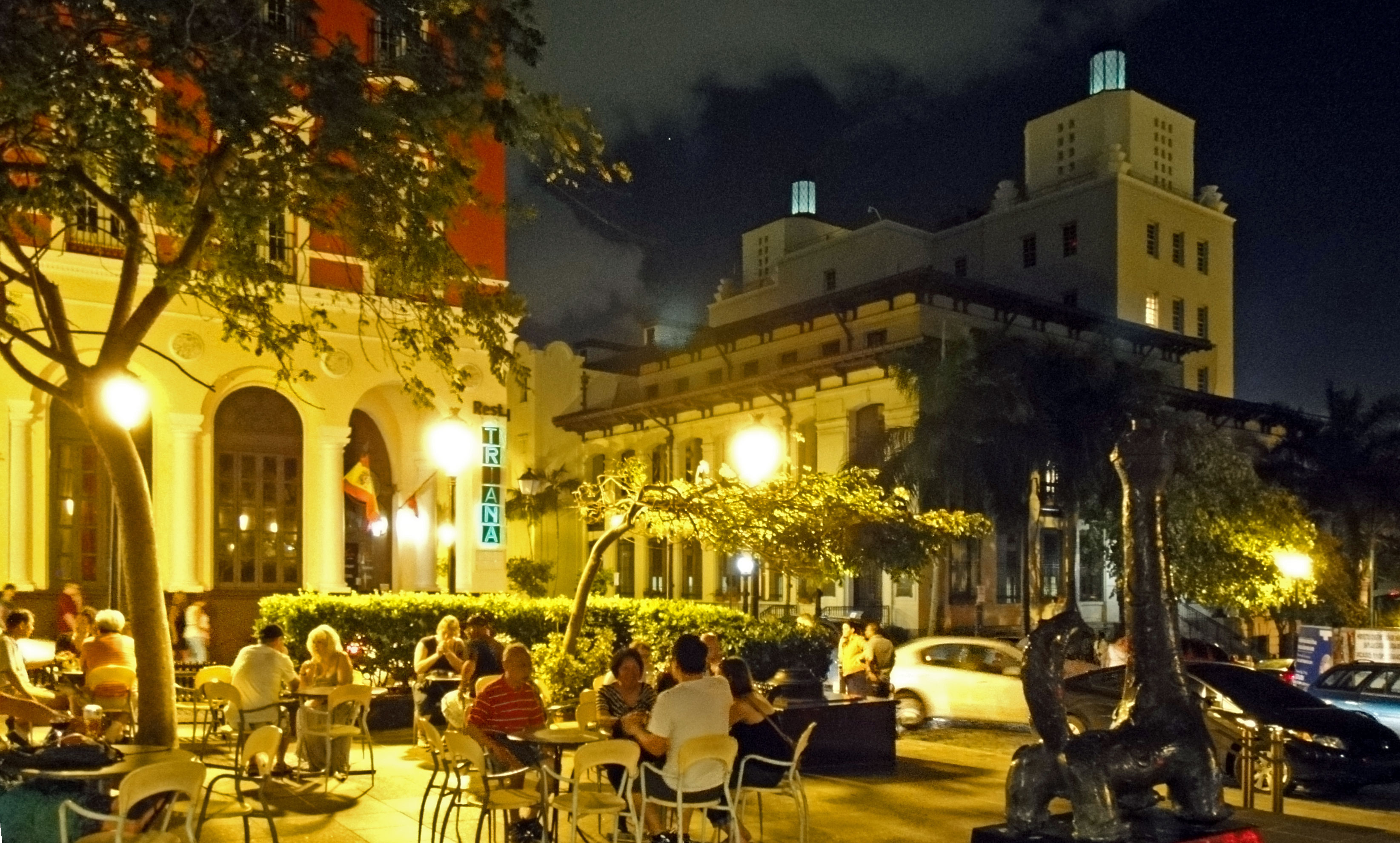
Plazoleta Rafael Carrión

Con su abundancia de tiendas, lugares históricos, museos, cafés al aire libre, restaurantes, casas elegantes, plazas sombreadas por árboles, y su antigua belleza y peculiaridad arquitectónica, el Viejo San Juan es un punto ideal para el turismo local e internacional, y, con tantos sitios para explorar, un tranvía turístico gratuito sirve a la ciudad. El Viejo San Juan también se encuentra con muchos hoteles, Airbnbs, casas de huéspedes y B&Bs.
El distrito se caracteriza por numerosas plazas públicas e iglesias, incluida la Iglesia de San José y la Catedral de San Juan Bautista, que contiene la tumba del explorador español Juan Ponce de León. También alberga la escuela católica más antigua de educación primaria en Puerto Rico, el Colegio de Párvulos, construido en 1865. 
El barrio de  La Perla, fuera del histórico muro de la ciudad en la rocosa costa norte, pertenece a los sub-barrios Mercado y San Cristóbal. 
El Viejo San Juan es uno de los dos barrios, además de Santurce, que formaba el municipio de San Juan después de 1864 y antes de 1951, en el que se anexó el antiguo municipio independiente de Río Piedras.

## Puerto de San Juan

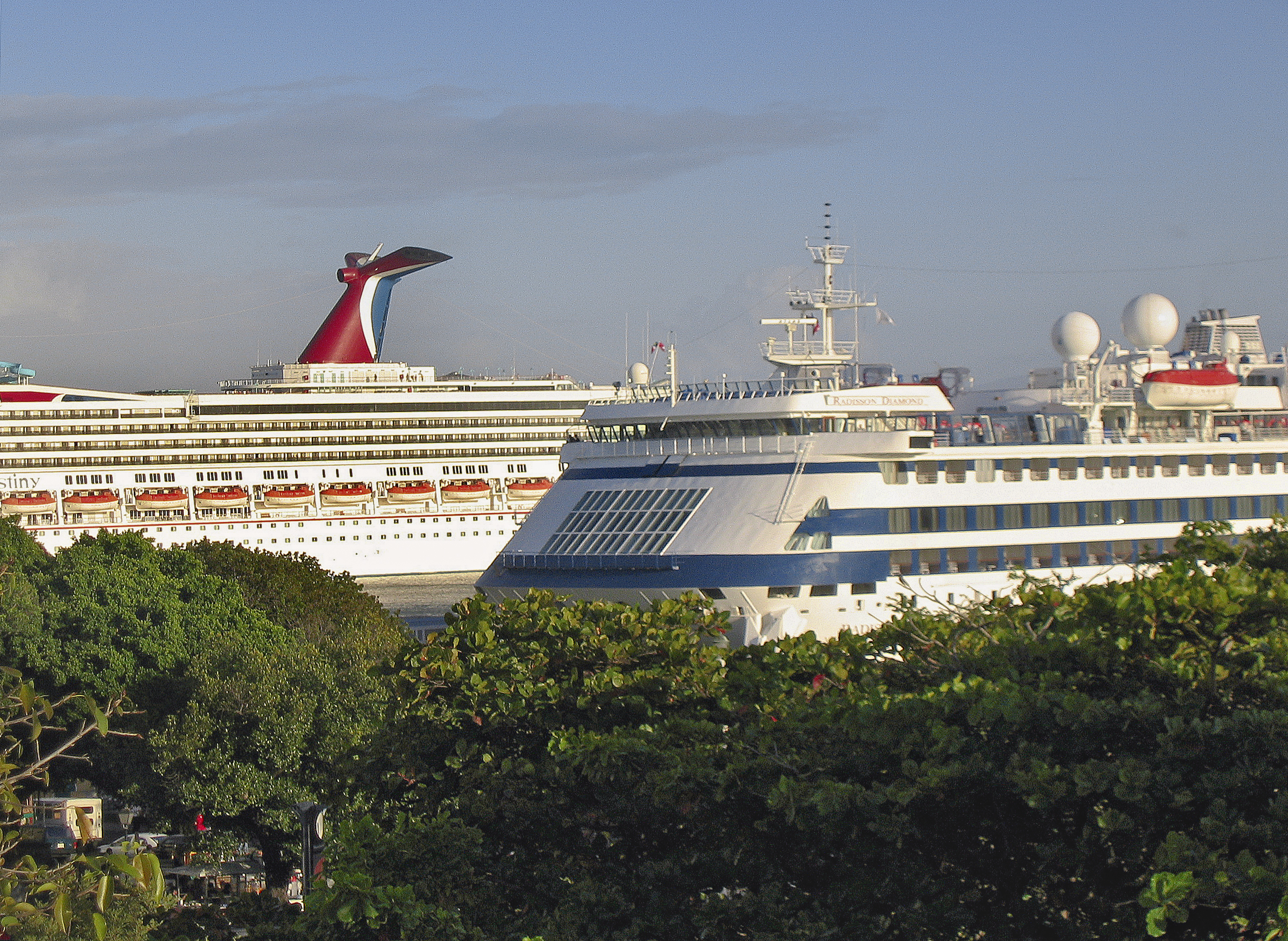
Puerto de pasajeros de San Juan

Los muelles del Puerto de San Juan ubicados en el canal de San Antonio frente al Viejo San Juan han estado sirviendo a Puerto Rico desde sus comienzos con servicios de carga y pasajeros, y antes del advenimiento del aeroplano, era la única manera de entrar o salir de la isla durante más de 400 años, en la actualidad el puerto abastece a mega cruceros con sus visitantes a la isla. 
Hoy en día el puerto hace de base como «puerto de matrícula» para el mayor número de cruceros del mundo con más de una docena de buques. Es el segundo puerto con más actividad de cruceros, solo por detrás de Miami.